# 林巨正
林 巨正（イム・コッチョン、朝鮮語: 임꺽정、- 1562年）は李氏朝鮮中期の民衆反乱の指導者。『朝鮮王朝実録』では林巪正（임거정、イム・コジョン）、林巪叱正（임거질정、イム・コチルジョン）という名前で登場する。
京畿道楊州に生まれ、1559年から1562年にかけて中央政府や両班の圧制に抵抗し、手工業者、小商人、農民を組織して反乱を起こし、黄海道を中心に京畿・平安・江原各道に波及した。反乱は鎮圧され処刑されたが、1565年には勲旧派（李朝功臣の末裔）から士林派（新進の儒学派）への政権移行を促進する結果となった。
後世に洪吉童や張吉山とともに義賊として語りつがれ、創作としては洪命熹の小説『林巨正』（1939年）や韓国放送公社のドラマ『林巨正-快刀イム・コッチョン-』（1996年）がある。